# Teresa de Cofrentes
Teresa de Cofrentes – gmina w Hiszpanii, w prowincji Walencja, we wspólnocie autonomicznej Walencja, o powierzchni 110,8 km². W 2011 roku liczyła 654 mieszkańców.